# 1981年フランス議会総選挙
1981年フランス議会総選挙は、フランス共和国の立法府である国民議会（下院）を構成する議員を選出するため1981年6月14日と21日に投票が行われたフランスの選挙である。

## 概要
前月5月の大統領選挙で当選し、大統領に就任したフランソワ・ミッテランが国民議会を解散した事に因る総選挙である。総選挙を行った背景には、解散前の議会において少数派であった与党社会党の多数派を確保する狙いがあった。選挙の結果、ミッテラン大統領の思惑通り、社会党が国民議会において絶対多数の議席を確保することができた。

## 基礎データ
- 国民議会定数：491議席

フランス本土：474議席
海外県及び海外領：17議席
- 選挙制度：小選挙区2回投票制

1. 第1回投票において有効投票の絶対多数を確保、かつ選挙区有権者の四分の一を超える得票を得た候補者がいる場合は、その候補者が当選。
2. 第1回投票において過半数の得票を得た候補者がいない場合は、第1回投票において12.5％以上の得票を得た候補者のみが第2回投票に立候補できる。得票12.5％以上の候補者が一人のみの場合、それに続く候補者1名が立候補できる。そして12.5％以上の候補者が一人もいない場合は上位2名が立候補できる。
3. 第2回投票では最多得票を得た候補が当選できる。

- 有権者：18歳以上のフランス国民
- 被選挙権：23歳以上のフランス国民

## 選挙結果
- 第1回投票：1981年6月14日
- 第2回投票：1981年6月21日

|              | 第1回投票  | 第2回投票  |
| ------------ | ---------- | ---------- |
| 登録有権者数 | 36,338,650 | 25,097,197 |
| 投票者数     | 25,552,504 | 18,833,415 |
| 投票率       | 70.32%     | 75.04%     |
| 白票・無効票 | 360,929    | 493,541    |
| 有効票       | 25,191,575 | 18,339,874 |

|              |                      | 得票数     | 得票率 | 議席 | 議席 | 議席 |
| 第1回        | 第2回                | 得票数     | 得票率 | 合計 |      |      |
| ------------ | -------------------- | ---------- | ------ | ---- | ---- | ---- |
| 左派         | フランス共産党 PCF   | 4,065,962  | 16.14% | 7    | 37   | 44   |
| 左派         | 社会党 PS            | 9,077,435  | 36.03% | 47   | 222  | 269  |
| 左派         | 左翼急進運動 MRG     | 354,632    | 1.41%  | 1    | 13   | 14   |
| 左派         | その他の左翼         | 187,230    | 0.74%  | 1    | 6    | 7    |
| 右派         | 共和国連合 RPR       | 5,258,328  | 20.87% | 50   | 35   | 85   |
| 右派         | フランス民主連合 UDF | 4,835,552  | 19.20% | 43   | 18   | 61   |
| 右派         | その他の右派         | 706,962    | 2.81%  | 7    | 4    | 11   |
| 極左         | 極左                 | 343,831    | 1.36%  | 0    | 0    | 0    |
| エコロジスト | エコロジスト         | 271,287    | 1.08%  | 0    | 0    | 0    |
| 極右         | 極右                 | 90,392     | 0.36%  | 0    | 0    | 0    |
|              |                      | 25,191,575 |        | 156  | 335  | 491  |

出典：Élections législatives 1981。［第18表］1981年6月総選挙政党別当選人数、『世界の議会』第4巻55頁。